# Theope leucanthe
Theope leucanthe is een vlindersoort uit de familie van de prachtvlinders (Riodinidae), onderfamilie Riodininae.
Theope leucanthe werd in 1868 beschreven door H. Bates.